# Draft de l'NBA del 1995
El Draft de l'NBA de 1995 es va celebrar al Canadá, a Toronto, Ontario, aprofitant la presència per primera vegada de dos equips canadencs a la lliga, Vancouver Grizzlies i Toronto Raptors.

## Primera ronda
|  | = All-Star |

| Posició | Jugador                 | Nacionalitat | Equip de l'NBA         | Origen (Universitat/club) |
| ------- | ----------------------- | ------------ | ---------------------- | ------------------------- |
| 1       | Joe Smith (PF)          | Estats Units | Golden State Warriors  | Maryland                  |
| 2       | Antonio McDyess (PF)    | Estats Units | Los Angeles Clippers   | Alabama                   |
| 3       | Jerry Stackhouse (SG)   | Estats Units | Philadelphia 76ers     | North Carolina            |
| 4       | Rasheed Wallace (PF)    | Estats Units | Washington Bullets     | North Carolina            |
| 5       | Kevin Garnett (PF)      | Estats Units | Minnesota Timberwolves | Farragut HS (Chicago)     |
| 6       | Bryant Reeves (C)       | Estats Units | Vancouver Grizzlies    | Oklahoma State            |
| 7       | Damon Stoudamire (PG)   | Estats Units | Toronto Raptors        | Arizona                   |
| 8       | Shawn Respert (SG)      | Estats Units | Portland Trail Blazers | Michigan State            |
| 9       | Ed O'Bannon (SF)        | Estats Units | New Jersey Nets        | UCLA                      |
| 10      | Kurt Thomas (PF)        | Estats Units | Miami Heat             | TCU                       |
| 11      | Gary Trent (PF)         | Estats Units | Milwaukee Bucks        | Ohio                      |
| 12      | Cherokee Parks (C)      | Estats Units | Dallas Mavericks       | Duke                      |
| 13      | Corliss Williamson (PF) | Estats Units | Sacramento Kings       | Arkansas                  |
| 14      | Eric Williams (SF)      | Estats Units | Boston Celtics         | Providence                |
| 15      | Brent Barry (SG)        | Estats Units | Denver Nuggets         | Oregon State              |
| 16      | Alan Henderson (PF)     | Estats Units | Atlanta Hawks          | Indiana                   |
| 17      | Bob Sura (SG)           | Estats Units | Cleveland Cavaliers    | Florida State             |
| 18      | Theo Ratliff (PF)       | Estats Units | Detroit Pistons        | Wyoming                   |
| 19      | Randolph Childress (PG) | Estats Units | Detroit Pistons        | Wake Forest               |
| 20      | Jason Caffey (PF)       | Estats Units | Chicago Bulls          | Alabama                   |
| 21      | Michael Finley (SF)     | Estats Units | Phoenix Suns           | Wisconsin                 |
| 22      | George Zidek (C)        | Txèquia      | Charlotte Hornets      | UCLA                      |
| 23      | Travis Best (PG)        | Estats Units | Indiana Pacers         | Georgia Tech              |
| 24      | Loren Meyer (PF)        | Estats Units | Dallas Mavericks       | Iowa State                |
| 25      | David Vaughn (PF/C)     | Estats Units | Orlando Magic          | Memphis                   |
| 26      | Sherell Ford (PF)       | Estats Units | Seattle SuperSonics    | Illinois-Chicago          |
| 27      | Mario Bennett (PF)      | Estats Units | Phoenix Suns           | Arizona State             |
| 28      | Greg Ostertag (C)       | Estats Units | Utah Jazz              | Kansas                    |
| 29      | Cory Alexander (PG)     | Estats Units | San Antonio Spurs      | Virginia                  |

## Segona ronda
| Posició | Jugador                 | Nacionalitat  | Equip de l'NBA         | Origen (Universitat/club) |
| ------- | ----------------------- | ------------- | ---------------------- | ------------------------- |
| 30      | Lou Roe (F)             | Estats Units  | Detroit Pistons        | Massachusetts             |
| 31      | Dragan Tarlac (C)       | RF Iugoslàvia | Chicago Bulls          | Olympiakos (Grècia)       |
| 32      | Terrence Rencher (G)    | Estats Units  | Washington Bullets     | Texas                     |
| 33      | Junior Burrough (F)     | Estats Units  | Boston Celtics         | Virginia                  |
| 34      | Andrew DeClercq (PF/C)  | Estats Units  | Golden State Warriors  | Florida                   |
| 35      | Jimmy King (G)          | Estats Units  | Toronto Raptors        | Michigan                  |
| 36      | Lawrence Moten (G)      | Estats Units  | Vancouver Grizzlies    | Syracuse                  |
| 37      | Frankie King (G)        | Estats Units  | Los Angeles Lakers     | Western Carolina          |
| 38      | Rashard Griffith (C)    | Estats Units  | Milwaukee Bucks        | Wisconsin                 |
| 39      | Donny Marshall (F)      | Estats Units  | Cleveland Cavaliers    | Connecticut               |
| 40      | Dwayne Whitfield (F)    | Estats Units  | Golden State Warriors  | Jackson State             |
| 41      | Erik Meek (C)           | Estats Units  | Houston Rockets        | Duke                      |
| 42      | Donnie Boyce (G)        | Estats Units  | Atlanta Hawks          | Colorado                  |
| 43      | Eric Snow (PG)          | Estats Units  | Milwaukee Bucks        | Michigan State            |
| 44      | Anthony Pelle (C)       | Estats Units  | Denver Nuggets         | Fresno State              |
| 45      | Troy Brown (F/C)        | Estats Units  | Atlanta Hawks          | Providence                |
| 46      | George Banks (F)        | Estats Units  | Miami Heat             | UTEP                      |
| 47      | Tyus Edney (G)          | Estats Units  | Sacramento Kings       | UCLA                      |
| 48      | Mark Davis (G/F)        | Estats Units  | Minnesota Timberwolves | Texas Tech                |
| 49      | Jerome Allen (G)        | Estats Units  | Minnesota Timberwolves | Pennsylvania              |
| 50      | Martin Lewis (F)        | Estats Units  | Golden State Warriors  | Seward C. CC (Kansas)     |
| 51      | Dejan Bodiroga (SF)     | RF Iugoslàvia | Sacramento Kings       | Olimpia Milano (Itàlia)   |
| 52      | Fred Hoiberg (SG)       | Estats Units  | Indiana Pacers         | Iowa State                |
| 53      | Constantin Popa (C)     | Romania       | Los Angeles Clippers   | Miami (FL)                |
| 54      | Eurelijus Zukauskas (C) | Lituània      | Seattle SuperSonics    | Neptunas (Lituània)       |
| 55      | Michael McDonald (C)    | Estats Units  | Golden State Warriors  | New Orleans               |
| 56      | Chris Carr (G)          | Estats Units  | Phoenix Suns           | Southern Illinois         |
| 57      | Cuonzo Martin (G/F)     | Estats Units  | Atlanta Hawks          | Purdue                    |
| 58      | Don Reid (F)            | Estats Units  | Detroit Pistons        | Georgetown                |